# Alois Reckendorf

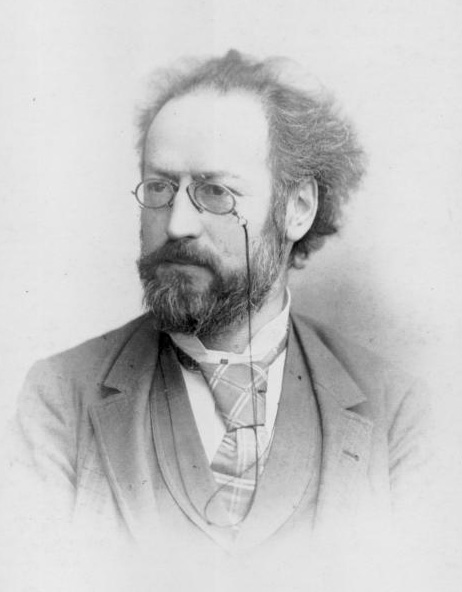
Alois Reckendorf

Alois Reckendorf (* 10. Juni 1841 in Trebitsch; † 11. April 1911 in Leipzig) war ein deutscher Pianist, Musikpädagoge, Hochschullehrer und Komponist.

## Leben
Nach dem Schulabschluss in Brünn schrieb sich Reckendorf am Wiener Polytechnischen Institut ein. Anschließend studierte er Philosophie an der Universität Heidelberg und absolvierte schließlich ein Studium am Königlichen Konservatorium in Leipzig, an dem er später von 1877 bis zu seinem Tod lehrte.
Sein bekanntester Schüler war der Pianist Wilhelm Backhaus, den er seit 1891 musikalisch ausbildete. Ab 1894 wurde Backhaus – im Alter von zehn Jahren – für fünf Jahre von Alois Reckendorf direkt am Konservatorium in Leipzig unterrichtet.

„Als ich ihm das erste Mal vorgeführt wurde, spielte ich ihm auswendig die ganze Ballettmusik zu Puppenfee von Josef Bayer vor, welche in Leipzig damal großen Erfolg hatte. Es geht daraus hervor, dass der eigentliche Elementarunterricht übersprungen werden konnte und er entlies mich, indem er mir eine der kleinen Beethoven-Sonatinen mitgab, um sie für die nächste (erste) Stunde vorzubereiten.“

Neben Backhaus studierten bei ihm Else Gipser, Johan Halvorsen, Alfred Hill, Oswin Keller, Johann Otto Leonhardt,  Karl Net, Maud Powel,  Alfred von Sponer, Gustav Strube und Edith Robinson.
Neben seiner Lehrtätigkeit komponierte Alois Reckendorf kleinere Klavierstücke, Liederzyklen und bearbeitete Klavierauszüge für Konzerte.
Seine Urne wurde im Erbbegräbnis des Musikverlegers Fritzsch in der V. Abteilung des Neuen Johannisfriedhofs beigesetzt.

## Werke (Auswahl)
Alois Reckendorf ist der Autor zahlreicher Lieder und Klavierstücke.
- Op. 1: Zwei Nocturnee für Pianoforte
- Op. 2: Walzer für das Pianoforte zu vier Händen
- Op. 3: Kleine Bilder für das Pianoforte
- Op. 4: Sieben Lieder für Bariton mit Pianofortebegleitung
  - Ich gehe nicht in den grünen Hain.
  - Heimweh. Oh, dass ich draußen läg.
  - Sommersegen. So warm und herrlich liegt die Welt.
  - Unergründlich. Ich küsste sie auf die Stirne kaum.
  - Zwiegesang. Im Fliederbusch ein Vöglein saß.
  - So wandr’ ich in die weite Welt.
  - Falsch, aber süß. Komm falsche Dirne.
- Op. 5: Fünf Clavierstücke
- Op. 6: Sechs Lieder und Gesänge für gemischten Chor
  - Die Rose treibt ein rothes Blatt
  - Trennung. Er ritt so einsam durch den Wald.
  - Heimkehr. Und wieder ritt er durch den Wald.
  - Mit sanften Flügeln senkt die Nacht.
  - Durch säuselnde Bäume im Mondschein.
  - Kommt auf den Anger, muntre Buben.
- Op. 7. Tänze für Pianoforte zu vier Händen.
- Op. 8. 24 Etuden in allen Dur- und Molltonarten für Pianoforte
- Op. 24. Zwei Sonatinen

Reckendorf bearbeitete zahlreiche Kompositionen, unter anderem von Johan Svendsen, für dessen Carneval in Paris. Episode für großes Orchester, op. 9. und das Konzert für Violine und Orchester, op. 6 er den Klavierauszug künstlerisch umsetzte.